# Thank You (película)
Thank You es una película de 2011 dirigida por Anees Bazmee. Algunas escenas fueron filmadas en Vancouver y Toronto, Canadá y Bangkok. 

## Sinopsis
Tres esposas contratan servicios de un investigador privado después que sospechan que sus esposos respectivos están siendo infieles.

## Elenco
- Akshay Kumar como Kishan.
- Bobby Deol como Raj.
- Sonam Kapoor como Sanjana.
- Irrfan Khan como Vikram.
- Rimi Sen como Shivani.
- Suniel Shetty como Yogi.
- Celina Jaitley como Maya.
- Mallika Sherawat
- Vidya Balan en un Cameo.
- Mukesh Tiwari como el Rey
- Ranjeet como Don.
- Rakhi Vijan como Maddy.
- Smita Jaykar como madre de Sanjana.
- Shilpi Sharma